# Casalinga

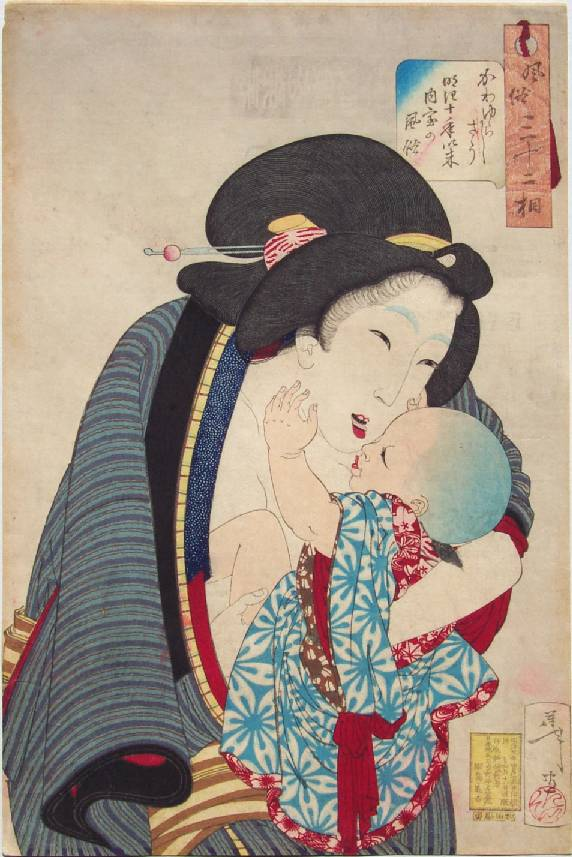
Casalinga con bambino nel Giappone del periodo Meiji.

Una casalinga è una persona che si occupa delle faccende domestiche in casa propria e non svolge altra attività lavorativa.
Rispetto al lavoro svolto da una collaboratrice familiare all'attività della casalinga viene spesso riconosciuto, in sede giurisprudenziale, un maggiore valore in termini di cura, educazione e assistenza ai familiari (figli e/o marito).

## Storia e diffusione

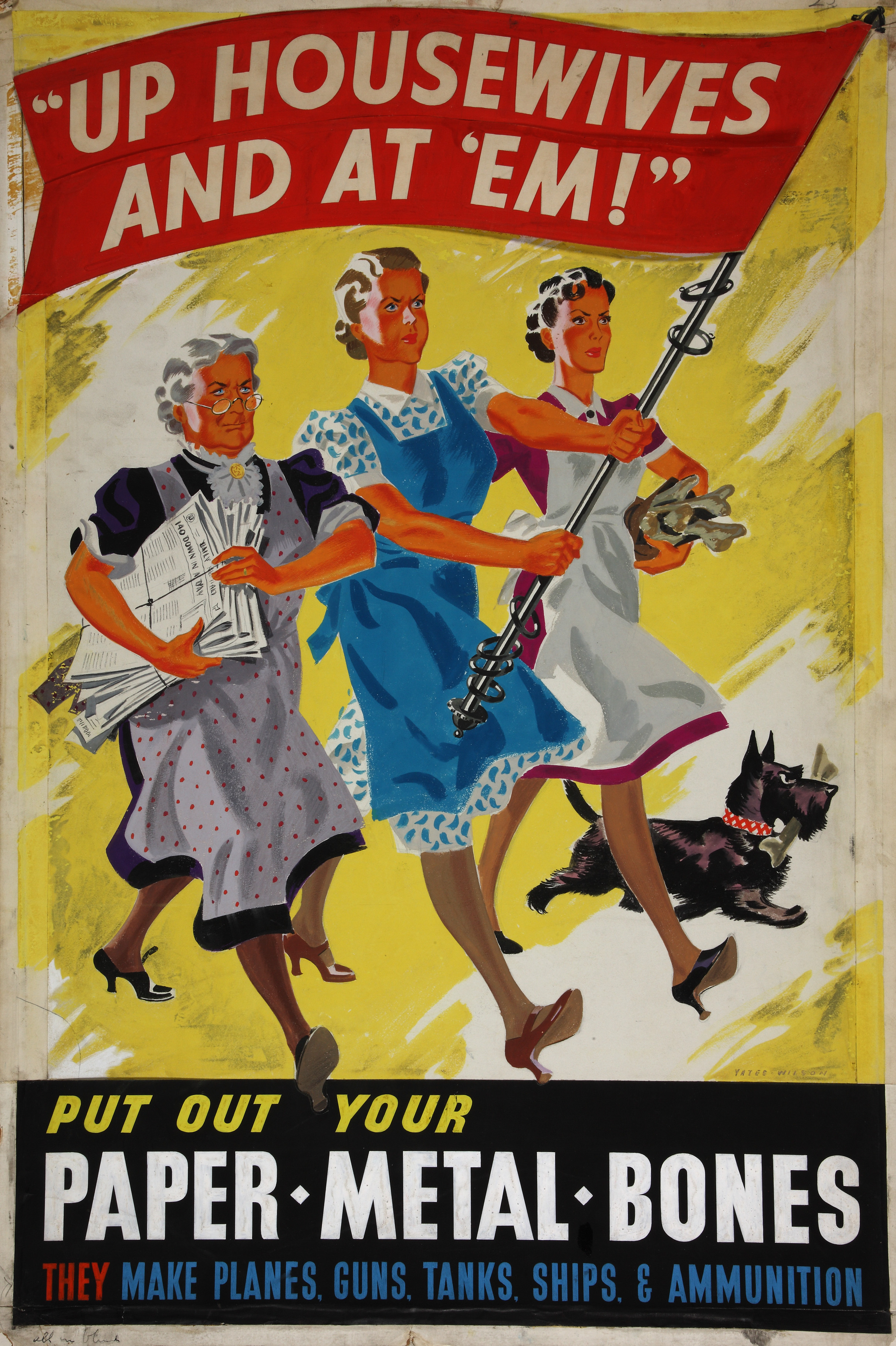
Manifesto di propaganda bellica statunitense rivolto alle casalinghe.

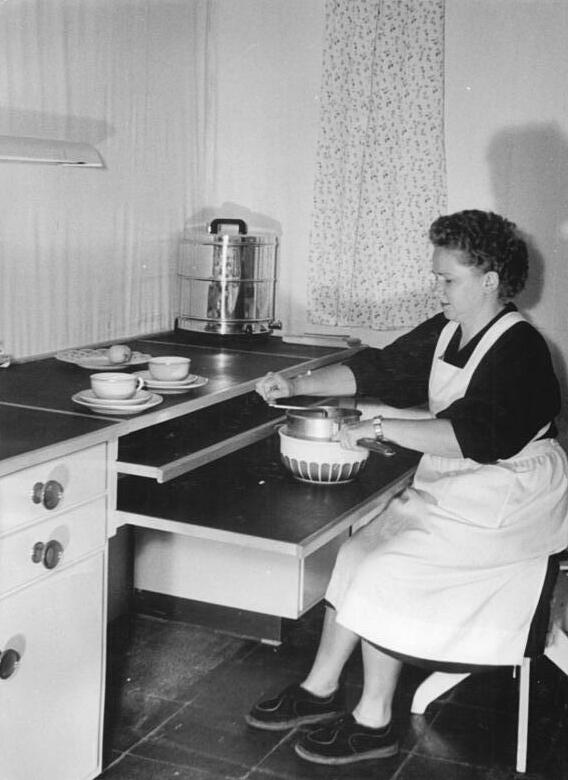
Una casalinga tedesca (1956).

Nelle famiglie del mondo agricolo, che hanno prevalso numericamente in buona parte delle società occidentali almeno fino alla fine dell'Ottocento, il ruolo della donna non era quello di casalinga: essa collaborava infatti attivamente anche ai lavori agricoli, sia pure specializzandosi in quelli giudicati meno faticosi, e anche nelle famiglie operaie le donne generalmente dovevano lavorare anche fuori casa per contribuire al reddito familiare.
Con lo sviluppo economico il diffondersi di un certo benessere permise a fasce della popolazione abbastanza vaste di fare a meno del lavoro femminile retribuito e di concentrare l'attività della donna nella cura dei figli e nei lavori domestici. Il ruolo della casalinga raggiunse la sua apoteosi, in Italia e in altre società europee, negli anni centrali del Novecento. Nel primo dopoguerra molti regimi totalitari valorizzarono infatti la famiglia - e quindi la casalinga - come principale luogo della trasmissione ai giovani dei valori dominanti. Anche nelle nazioni che si definivano democratiche i governi si operarono per coinvolgere le famiglie e le donne di casa nell'impegno bellico, ad esempio tramite la preparazione di generi di conforto da inviare alle truppe o la raccolta di materiali da riutilizzare per la produzione di armamenti.
A partire dalla fine degli anni Cinquanta questo modello familiare entrò progressivamente in crisi perché per molte donne lo svolgimento dei lavori domestici e la cura dei figli come unica attività divenne sempre meno ambita. Tra i fenomeni che vengono citati come cause di tale modifica del modello culturale, oltre al diffondersi di idee legate al femminismo, vengono anche citati il diffondersi dell'istruzione superiore alle donne e le conseguenti maggiori opportunità ed aspettative professionali.
Nel periodo del boom economico degli anni Sessanta alla famiglia mono-reddito basata a livello economico sulle entrate del marito si sostituì molto spesso una famiglia dove entrambi i coniugi lavoravano fuori casa. Negli ultimi decenni del Novecento è stato lo stesso concetto famiglia a subire una profonda crisi, e sono diventate comuni famiglie mono-parentali o composte da una sola persona. La crisi economica però, bloccando l'ingresso di molte donne nel mondo del lavoro, ha tenuto alto il numero delle casalinghe. Ad esempio in Italia nel 2013 secondo le rilevazioni ISTAT le casalinghe erano circa 7,5 milioni, a fronte di 9,3 milioni di donne occupate.

### Paradosso di Cowan
Il paradosso di Cowan prende il nome dalla storica Ruth Schwartz Cowan che ha analizzato come il tempo di lavoro domestico delle casalinghe non è diminuito dal 1870 al 1970 nonostante tutti gli elettrodomestici introdotti.

## Tutela giuridica nel mondo

### Brasile
In Brasile il lavoro domestico è regolato dalla legge 8.212 del 24 luglio 1991, che ne norma gli aspetti previdenziali.
Secondo la legislazione del paese una persona che svolge lavoro casalingo può usufruire di diritti che erano un tempo riservati ai lavoratori dipendenti come la pensione di invalidità, quella di vecchiaia o quella per anzianità di servizio. Per alcuni benefici quali contributi in caso di malattia o il salario di maternità è necessario un determinato numero minimo di mesi di contribuzione.

### Italia
In Italia dal 1997 è attivo una forma previdenziale dedicato alle persone di più di 16 anni che «svolgono lavori di cura non retribuiti derivanti da responsabilità familiari».

## Nella cultura di massa
Lo stereotipo della donna di casa è stato formulato in alcune società dove la figura della casalinga è stata o rimane tuttora rilevante, con espressioni ormai entrate nell'uso comune. Possono, ad esempio, essere citate in Germania la Casalinga sveva (Schwäbische Hausfrau, austera portatrice di un ethos di saggezza frugale e parsimoniosa) e, in Italia, la Casalinga di Voghera (che rappresenterebbe una fascia della popolazione italiana piccolo-borghese, dal basso livello di istruzione e che esercita dei lavori piuttosto semplici). Tali espressioni vengono usate di frequente nel dibattito politico ed economico, tanto da essere assurte alla dimensione di miti collettivi.
Anche la serie televisiva statunitense Desperate Housewives (lett. "casalinghe disperate"), che descrive in modo impietoso il cosiddetto "American way of life", è presto uscita dall'ambito del puro intrattenimento per diventare un vero e proprio fenomeno culturale.